# 량현주
량현주(梁賢柱, 1998년 5월 31일~)는 재일 한국인 축구 선수이다.

## 구단 경력
2021년 시즌 개막 직전인 3월 3일, FC 이마바리에 입단했다. 3월 14일, 로아소 구마모토 전에서 J리그 데뷔를 했다. 9월 12일, 후지에 MYFC 전에서 J리그 첫 득점을 기록했다.
2022년 2월 11일, 도쿄 무사시노 유나이티드 FC로 이적했다.
2023년, 비아틴 미에로 이적했다.

## 국가대표팀 경력
도쿄조선중고등학교 재학 중인 2015년 가을에 U-17 조선민주주의인민공화국 대표의 일원으로 칠레에서 개최된 2015 FIFA U-17 월드컵에 참가했다.